# Кочерга Надія Костянтинівна
Наді́я Костянти́нівна Кочерга́ (до шлюбу Коробейник; 13 квітня 1950, с. Крута Балка, Полтавська область, УРСР — 22 червня 2018, Полтава, Україна) — українська історик, краєзнавиця. Кандидат історичних наук, доцент.

## Життєпис
Народилася у селі Крута Балка Новосанжарського району.
У 1973 закінчила Полтавський державний педагогічний університет, де відтоді й працювала до 1978 спочатку старшим лаборантом, а потім завідувачкою кабінетом. З 1978 по 1981 працювала у Полтавському інженерно-будівельному інституті (нині Полтавська політехніка імені Юрія Кондратюка) на посаді асистентки кафедри філософії.
У 1984 закінчила аспірантуру в Київському державному університеті ім. Тараса Шевченка. Наступного року там само захистила кандидатську дисертацію.
Пройшла довгий трудовий шлях від асистентки кафедри філософії до завідувача кафедри, проректора з гуманітарної освіти та виховання Полтавського національного технічного університету.
Померла 22 червня 2018 року у Полтаві.
Її ім'ям названий Народний музей Національного університету «Полтавська політехніка імені Юрія Кондратюка».

## Наукова діяльність
Авторка (співавторка) понад 100 наукових праць, серед яких:
- Даценко А. В. Юрій Васильович Кондратюк. 1897—1942. [пер. укр. Н. К. Кочерга] / А. В. Даценко, В. Й. Прищепа. — Полтава: ПолтНТУ, 2017. — 172 с.
- Юрій Кондратюк (Олександр Шаргей) у спогадах сучасників/ [укл. А. В. Даценко, І. П. Книш, Н. К. Кочерга, Г. Є. Аляєв; відп. ред. — д.е.н., проф. В. О. Онищенко] — Полтава: ПолтНТУ, 2017. — 145 с.
- Кочерга Н. К. В. Г. Короленко і Україна // Наукові записки Полтавського літературно-меморіального музею В. Г. Короленка — Полтава: ТОВ «АСМІ», 2016. — С. 78 — 106.
- Кочерга Н. К. Козацький літопис Самійла Величка в українській художній культурі // Людина в умовах мінливості соціокультурного простору: духовно-практичний вимір: матеріали міжнародної науково-практичної конференції (3-4 червня 2016 р.) — Мелітополь: Вид-во МДПУ ім. Б Хмельницького, 2016. — Ч.1 : Концептуальні схеми руху особистості у смислових просторах самовизначення. — С. 119—126.
- Кочерга Н. К. Олелько Островський: трагедія українського актора (1887—1919) // Слов'янський збірник [текст]. Збірник наукових і науково-публіцистичних праць / Укл. Безобразова Л. Л. — Вип. 14. — Полтава, 2015. — C. 231—240.
- Kocherga N., Orinich N. In the «Earthly time» and the cosmic space: Y.V. Kondratyuk (O.O. Shargey) — the way to stars // The Second International Conference on History and Political Sciences (9th June 2014) Austria, Vienna, 2014. — Р. 64 — 71.
- Кочерга Н. К. В. Г. Короленко в Полтаві (1918—1921): громадянська позиція письменника-гуманіста // Принадність вашого слова та імені безмежна у часі (до 160-річчя від дня народження В. Г. Короленка): матеріали Всеукраїнської науково-практичної конференції (з міжнародною участю) / за заг. Ред. М. І. Степаненка, М. М. Кравченка. — Полтава: ПНПУ, 2013. — С. 27 — 38.

## Нагороди та відзнаки
- Відмінник освіти України (1999);
- Почесна грамота Верховної Ради України (2005);
- Лауреат премій: імені В. Г. Короленка (2007), І. П. Котляревського (2008), А. С. Макаренка (2011)[5].
- Заслужений працівник освіти України (2015)[6];
- Почесна грамота Полтавської обласної державної адміністрації «За багаторічну сумлінну працю, вагомий особистий внесок у розвиток національної освіти, підготовку висококваліфікованих спеціалістів, плідну науково-педагогічну діяльність та високу професійну майстерність» (2017);
- Почесна грамота НАН України та МАН України «За вагомий особистий внесок у розвиток творчого потенціалу юних науковців Полтавського територіального відділення Малої академії наук України» (2017);
- Медаль Юрія Кондратюка «За особистий вагомий внесок у розвиток науки та освіти» та з нагоди 120-річчя від народження видатного теоретика космонавтики" (2017).